# Церква святого Архістратига Михаїла (Базаринці)
Церква святого Архістратига Михаїла в Базаринцях — парафія і храм Збаразького благочиння Тернопільської єпархії Православної церкви України в селі Базаринці Тернопільського району Тернопільської области.

## Історія церкви
За переказами, наприкінці XVIII століття в Базаринцях збудували дерев'яний храм. Згодом почали будувати кам'яний, основними фундаторами якого була сім'я Федора та Анни Панасюків. Перша згадка про мурований храм датується 1888 роком. Його освятили на свято святих рівноапостольних Кирила і Мефодія та назвали на честь святого Архистратига Михаїла.
До 1924 року парафію обслуговували священники збаразького храму Воскресіння Христового. Жителями села відновлено майже всі пам'ятники та фігури, які знищила радянська влада. 21 жовтня 2004 року українські та польські священники здійснили освячення могили. У 2010 році розпочали реконструкцію храму до його 125-річчя у 2013 році.

## Священники
- о. Заячківський,
- о. Голінатий (1927),
- о. Василь Буліновський,
- о. Іван Купина,
- о. Павло Онук,
- о. Роман Сливка (з 1973).